# Porto Amboim (ort i Angola)
Porto Amboim (portugisiska: Benguella Velha, Porto Hmboim, Benguela Velha, Benguela-a-Velha) är en ort i Angola.   Den ligger i kommunen Município Porto Amboim och provinsen Cuanza Sul, i den västra delen av landet, 220 kilometer söder om huvudstaden Luanda. Porto Amboim ligger 36 meter över havet och antalet invånare är 65 000.
Terrängen runt Porto Amboim är platt. Havet är nära Porto Amboim åt nordväst. Det finns inga andra samhällen i närheten.
Omgivningarna runt Porto Amboim är i huvudsak ett öppet busklandskap. Runt Porto Amboim är det glesbefolkat, med 17 invånare per kvadratkilometer.